# Maomé II de Granada
Maomé II  (Granada, c. 1235 – Granada, 7 de abril de 1302), nascido Abu Abedalá Maomé ibne Maomé (em árabe: أبو عبد الله محمد بن محمد; romaniz.: Abū ʿAbd Allāh Muḥammad ibn Muḥammad) e também conhecido pelo epíteto Alfaqui (lit. "jurisconsulto"), foi o segundo governante nacérida do Reino de Granada no Alandalus na Península Ibérica, sucedendo seu pai, Maomé I. Já com experiência em questões de estado quando subiu ao trono, continuou a política de seu pai de manter a independência diante dos vizinhos maiores de Granada, o reino cristão de Castela e o muçulmano Império Merínida de Marrocos, bem como uma rebelião interna dos ex-aliados de sua família, os Banu Asquilula.
Depois de assumir o trono, negociou um tratado com Afonso X de Castela, no qual o reino católico concordou em encerrar o apoio aos Banu Asquilula em troca de pagamentos. Quando Castela pegou o dinheiro, mas manteve seu apoio ao clã rival, o emir voltou-se para Abu Iúçufe Iacube, dos merínidas. Estes enviaram uma expedição bem-sucedida contra Castela, mas as relações azedaram quando os merínidas trataram os Banu Asquilula como iguais a Maomé. Em 1279, através de manobras diplomáticas, recuperou Málaga, anteriormente o centro do poder dos Banu Asquilula. Em 1280, sua diplomacia saiu pela culatra quando Granada enfrentou ataques simultâneos de Castela, dos merínidas e dos Banu Asquilula. Atacado por seus vizinhos mais poderosos, o governante nacérida explorou a brecha entre Afonso e seu filho Sancho, além de receber ajuda de Voluntários da Fé, soldados recrutados do norte da África. A ameaça diminuiu quando Afonso morreu em 1284 e Abu Iúçufe Iacube em 1286; seus sucessores (Sancho e Abu Iacube Iúçufe Anácer, respectivamente) estavam preocupados com assuntos domésticos. Em 1288, os Banu Asquilula emigraram para o norte da África a convite de Abu Iacube, removendo a maior preocupação doméstica de Maomé. Em 1292, Granada ajudou Castela a tirar Tarifa dos merínidas, entendendo que a cidade seria negociada para Granada, mas Sancho renegou a promessa. O sultão nacérida mudou para o lado merínida, mas uma tentativa destes com os granadinos de retomar Tarifa em 1294 falhou. No ano seguinte, Sancho morreu e foi sucedido por Fernando IV, um menor. Granada aproveitou a realização de uma campanha bem-sucedida contra Castela, conquistando Quesada e Alcaudete. Maomé também planejou uma ofensiva conjunta com Aragão contra Castela, mas morreu em 1302 antes da operação.
Durante seus 25 anos de governo, consolidou o Estado fundado por seu pai e implementou reformas administrativas e militares. Instituiu o protocolo real nacérida e a chancelaria da corte, organizou os Voluntários da Fé – tropas recrutadas no norte da África – e aumentou a importância do cargo de vizir no governo. Também dirigiu a construção de uma série de fortalezas em posições estratégicas ao longo de suas fronteiras, que formaram a espinha dorsal das defesas nas fronteiras granadinas nos próximos séculos. Expandiu o palácio de Alhambra e o complexo da fortaleza e aumentou o comércio do reino com a Europa cristã, especialmente com comerciantes de Gênova e Pisa. Seu epíteto Alfaqui reflete sua educação superior e sua preferência por cercar-se de estudiosos e poetas.

## Vida pregressa
Maomé nasceu em AH 633 (1235 ou 1236 d.C.) no clã nacérida, que surgiu na cidade de Arjona, então em Alandalus, na Península Ibérica. Segundo o historiador granadino e vizir Ibne Alcatibe, o clã – também conhecido como Banu Nácer ou Banu Alamar – era descendente de Sade ibne Ubadá, um destacado companheiro do profeta islâmico Maomé, da tribo Banu Cazeraje na Arábia; os descendentes de Sade migraram ao Alandalus e estabeleceram-se em Arjona como agricultores. Tinha pelo menos dois irmãos mais velhos, Faraje (n. AH 628/1230 ou 1 231 a.C.) e Iúçufe, e duas irmãs chamadas Mumina e Xemece. Em 1232, seu pai Maomé I estabeleceu a independência da cidade, e mais tarde a evoluiu num Estado independente considerável no sul do Alandalus, centrado em Granada após a perda de Arjona em 1244. O Reino Nacérida de Granada tornou-se o último Estado muçulmano independente na Península Ibérica. Em 1257, após a morte de Faraje, Maomé I declarou seus filhos Maomé e Iúçufe como seus novos herdeiros. Em agosto do mesmo ano, o jovem Maomé teve seu primeiro filho, o futuro Maomé III. Tinha outro filho, Nácer, e uma filha, Fátima. Mais tarde, Fátima se casaria com o primo de seu pai, Abuçaíde Faraje, e seus descendentes seriam os futuros governantes de Granada, substituindo a linha masculina direta após a expulsão de Nácer em 1314. Como herdeiro, o futuro Maomé II estava envolvido em questões de estado, incluindo guerra e diplomacia. Serviu como vizir por algum tempo durante o governo de seu pai. Tornou-se o único herdeiro após a morte de Iúçufe, que não deixou um descendente, durante a vida do sultão granadino. Na época da morte de seu pai, em 1273, tinha 38 anos e era um estadista experiente.

## Reinado: 1273–1302

### Contexto histórico

Mapa do Reino Nacérida de Granada. As fronteiras mudaram com o tempo e o mapa pode não corresponder aos territórios mantidos durante um ponto específico do domínio de Maomé II. /: Granada

Granada (fronteiras marrons no sul da Península Ibérica) e seus vizinhos em 1360 (as fronteiras podem diferir ligeiramente daquelas durante o reinado de Maomé II)

Granada estava localizada entre dois vizinhos maiores: o reino cristão de Castela, ao norte, e o Estado muçulmano Merínida, centrado no atual Marrocos, ao sul. Os objetivos de Castela eram manter Granada sob controle, impedi-la de realizar ataques e forçá-la a continuar prestando homenagem. O valor do tributo era de 300 mil maravedis – cerca da metade da receita do reino – e representava uma importante fonte de renda para o reino cristão, embora Granada frequentemente suspendesse os pagamentos. Por outro lado, os merínidas, seguindo os passos de seus antecessores almóadas e almorávidas, viam a proteção dos muçulmanos na Península Ibérica, bem como a participação na jihad contra a expansão cristã na região – a chamada Reconquista – como seu dever como muçulmanos e como uma maneira de aumentar sua legitimidade. Na época do governo de Maomé II, o principal objetivo de Granada era manter a independência de ambas as potências, preservar o equilíbrio de poder, impedir uma aliança entre elas e controlar cidades nas fronteiras castelhanas e portos no Estreito de Gibraltar, como Algeciras, Tarifa e Gibraltar. A disputa pelo controle desses portos estrategicamente importantes, que controlavam a passagem para e do norte da África, durou até meados do século XIV, no que os historiadores modernos chamam de "Batalha do Estreito" (Batalla del Estrecho).
Além dessas duas potências estrangeiras, Granada também foi desafiada pelos Banu Asquilula, outro clã de Arjona, inicialmente aliado aos nacéridas, e cuja força militar havia ajudado a estabelecer o reino. Rebelaram-se contra Maomé I a partir de 1266 e receberam assistência de Castela, então sob o domínio de Afonso X, que queria manter o reino sob controle. Afonso enviou uma força sob Nuno Gonçalves de Lara para ajudar os Banu Asquilula, mas o nobre castelhano tinha suas próprias queixas contra Afonso; Nuno Gonçalves acabou rebelando-se contra seu rei e foi recebido por Maomé I. No início do governo de Maomé II, os territórios dos Banu Asquilula incluíam Málaga – a segunda maior cidade do reino depois de Granada e um importante porto mediterrâneo – e Guadix.

### Adesão e negociação com Afonso X
Em 22 de janeiro de 1273, Maomé I caiu de um cavalo e morreu em decorrência dos ferimentos. Seu filho assumiu o trono como Maomé II. Como era o herdeiro designado, a transição do poder ocorreu sem problemas. Sua primeira ordem de trabalho era lidar com a rebelião dos Banu Asquilula e os rebeldes castelhanos que eram aliados de seu pai e foram acolhidos em territórios granadinos. As relações com os rebeldes castelhanos, liderados por Nuno Gonçalves e úteis para controlar Castela e os Banu Asquilula, enfraqueceram-se porque os dois lados estavam preocupados em perder o apoio um do outro após a sucessão. Afonso também estava interessado na reconciliação com alguns dos rebeldes.
O emir nacérida entrou em negociações com Afonso; se ele pudesse garantir a aliança de Castela, não precisaria se preocupar em perder o apoio dos rebeldes. No final de 1273, ele e alguns dos líderes rebeldes visitaram Afonso em sua corte em Sevilha, onde foram recebidos com honra. O rei concordou com as exigências de Granada – acabar com seu apoio aos Banu Asquilula – em troca da promessa de Maomé de ser seu vassalo, de pagar 300 mil maravedis a cada ano em homenagem e de encerrar sua cooperação com os rebeldes. No entanto, uma vez que o pagamento foi feito, Afonso renegou sua parte da barganha, manteve seu apoio aos Banu Asquilula e pressionou o emir a conceder-lhes uma trégua.

### Expedições merínidas contra Castela

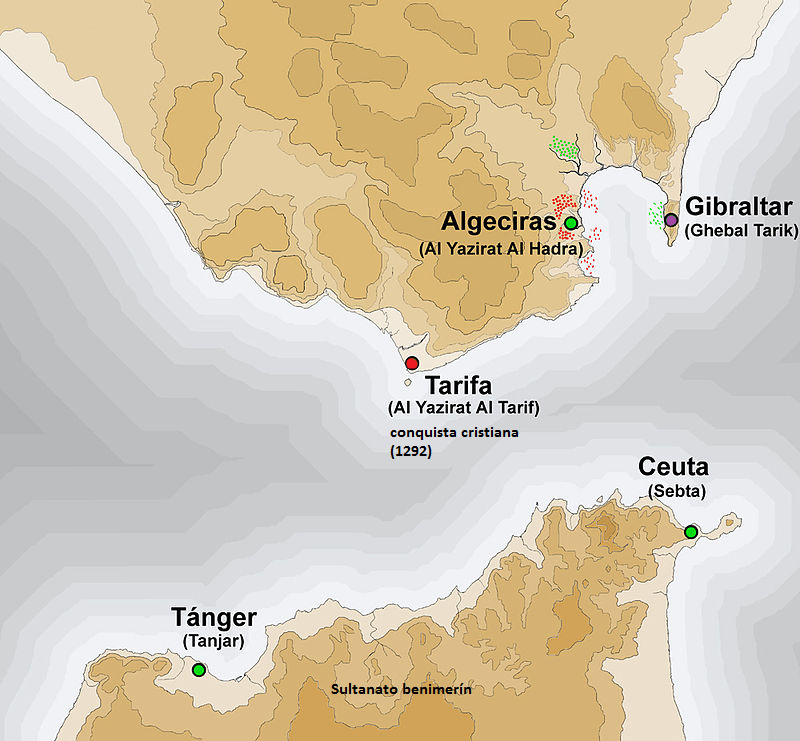
Principais portos do Estreito de Gibraltar, que controlavam a passagem entre o norte da África e a Península Ibérica. Controle político em 1292:, e

Frustrado por Afonso, procurou ajuda dos merínidas, governados por Abu Iúçufe Iacube. Enquanto Afonso estava viajando para encontrar o Papa Gregório X, deixando seu reino sob seu herdeiro e o regente Fernando de La Cerda, Maomé enviou emissários à corte merínida. Abu Iúçufe Iacube manifestou interesse em combater os cristãos no Alandalus desde 1245, e agora, tendo assumido o controle da antiga capital almóada de Marraquexe e unificado a maior parte do Marrocos, tinha o poder e a oportunidade de fazê-lo. Em abril de 1275, o governante marroquino mobilizou um exército que incluía 5 mil cavaleiros sob o comando de seu filho, Abu Zaiane Mandil. Três meses depois, Abu Zaiane atravessou o estreito de Gibraltar, desembarcou em Tarifa e assumiu a cidade. Logo o governador de Algeciras separou-se de Granada e entregou sua cidade a Abu Zaiane. O príncipe merínida estabeleceu uma cabeceira de praia entre Tarifa e Algeciras e começou a invadir o território castelhano até Xerez. Em meio aos desembarques, Maomé II atacou os Banu Asquilula em Málaga em junho de 1275, mas foi repelido. Fernando de La Cerda marchou para encontrar as forças muçulmanas, mas morreu em 25 de julho de 1275 em Villareal, deixando Castela com liderança incerta.
Com a cabeceira de praia estabelecida e os territórios castelhanos reconhecidos, Abu Iúçufe Iacube enviou mais tropas, incluindo seus próprios exércitos domésticos, ministros, funcionários e clérigos do norte da África. O próprio cruzou ao Alandalus em 17 de agosto de 1275. Encontrou-se com Maomé e o líder dos Banu Asquilula, Abu Maomé, que se juntou ao sultão com seus exércitos. Os merínidas trataram os nacéridas e os Banu Asquilula como iguais, e Maomé, ofendido por ser visto como igual a seus súditos rebeldes, deixou o exército depois de três dias, embora suas forças permanecessem. Em setembro de 1275, este exército obteve uma grande vitória contra Castela na Batalha de Écija. Nuno Gonçalves, agora lutando por Castela, foi morto. Segundo as crônicas merínida, os Banu Asquilula contribuíram muito para essa vitória e seus líderes estavam presentes, enquanto as forças granadinas contribuíram pouco, com o próprio governante permanecendo em Granada.
Abu Zaiane comemorou a vitória em Algeciras e enviou a cabeça de Nuno Gonçalves a Granada. Isso provavelmente ofendeu o governante nacérida, que detestava esse tipo de crueldade e poderia ter respeitado ou até ser amigo de seu ex-aliado. Ele embalsamou a cabeça em almíscar e cânfora e a enviou a Castela para ser enterrada adequadamente em seu corpo. Fontes merínida retrataram isso como uma tentativa de Maomé de "cortejar a amizade [de Afonso]". Nesse ponto, os merínidas tornaram-se mais amigáveis com os Banu Asquilula e menos simpáticos a Maomé.

Quem quer se arrepender ao seu Senhor pelos seus pecados, segue o exemplo de seu profeta e está entre os guiados?
Quem quer purificar sua alma com uma forte resolução para ajudar a religião de Maomé?
Ou você exaltará as cidades das terras inimigas, onde Deus nunca é adorado?
E você vai humilhar as terras muçulmanas? Suportará os insultos dos trinitários, opressores dos crentes do Deus Único?
Que as mesquitas nesta terra tornaram-se igrejas! Sejam destruídas de tristeza, não seja insensível!
Os sacerdotes e os sinos em cima do minarete; vinho e carne de porco na mesquita!
Infelizmente! Já não ouvimos as orações dos piedosos, que curvaram-se,levantaram-se e prostraram-se.
Em vez disso, vemos uma multidão de réprobos, cheios de arrogância, que nunca em suas vidas professam a verdadeira fé.

Trecho de um poema da secretária de Maomé II ao sultão merínida Abu Iúçufe Iacube, apelando por sua ajuda contínua no Alandalus.
Depois de perder uma batalha naval em Tarifa, Abu Iúçufe Iacube, desconfiado de ser isolado do Marrocos, decidiu voltar para casa. Ele, o governante nacérida e o reino católico concordaram com uma trégua de dois anos no final de dezembro de 1275 ou no início de janeiro de 1276. Antes de Abu Iúçufe Iacube partir, o secretário de Maomé, Abomar ibne Murabite, escreveu um poema expressando medo do poder de Castela e apelando para a ajuda contínua dos merínidas. Abu Iúçufe Iacube deixou o Alandalus e desembarcou em Alcácer-Ceguer em 19 de janeiro.
Abu Iúçufe Iacube e os marroquinos retornaram ao Alandalus em junho de 1277. Inicialmente, juntaram-se aos Banu Asquilula e fizeram campanha sem Maomé e as forças nacérida. Os merínidas derrotaram as forças castelhanas nos arredores de Sevilha em 2 de agosto e tomaram vários castelos ao longo do rio Guadalquivir antes de se retirar para Algeciras em 29 de agosto. Abu Iúçufe Iacube marchou novamente em 30 de outubro, desta vez acompanhado por Maomé perto de Archidona. Eles tomaram o castelo de Benamejí, cercaram Córdova e saquearam as cidades vizinhas. Afonso ou as cidades afetadas pela guerra processaram a paz, que foi aceita pelo sultão granadino e o líder merínida. Abu Iúçufe Iacube retirou-se para Algeciras em 28 de novembro, concluiu uma trégua em 24 de fevereiro de 1278 e retornou ao Marrocos em maio. Embora os marroquinos tivessem conquistado uma vitória no campo de batalha e as forças muçulmanas saquearam várias cidades, eles falharam em tomar qualquer acordo importante ou anexar permanentemente os territórios cristãos. Por outro lado, os portos de Tarifa e Algeciras, no Estreito, permaneceram como postos avançados dos marroquinos na península.

### Manobras diplomáticas até 1280
Durante a segunda expedição de Abu Iúçufe Iacube, os Banu Asquilula entregaram Málaga – seu centro de poder – a seu novo aliado. Essa ação foi motivada pelo medo de que eles não pudessem defendê-la contra Granada. Os merínidas a ocuparam em meados de fevereiro de 1278 e Abu Iúçufe Iacube nomeou seu tio, Omar ibne Iáia, como governador. Maomé ficou alarmado com essa invasão marroquina em seu domínio, lembrando as ações dos almorávidas e almóadas, duas dinastias muçulmanas do norte da África anteriores que anexaram Alandalus depois de intervir inicialmente contra os cristãos. Ele encorajou Iaguemoracém ibne Zaiane de Tremecém a atacar os merínidas no norte da África, e Castela a atacar a base espanhola deles em Algeciras. O governante marroquino, sobrecarregado e atacado em várias frentes, recuou de Málaga e entregou a cidade ao sultão nacérida em 31 de janeiro de 1279. Também foi alegado que Granada subornou Omar ibne Iáia, dando-lhe o castelo de Salobreña e cinquenta mil dinares de ouro. Maomé nomeou seu primo e conselheiro próximo Abuçaíde Faraje como governador. Com Málaga em suas mãos, ajudou os merínidas a defender Algeciras, possivelmente sentindo-se culpado pelos sofrimentos dos muçulmanos sitiados na cidade. As forças conjuntas dos marroquinos e granadinos derrotaram os sitiantes castelhanos em 1279. As fontes castelhanas da época pareciam não perceber o envolvimento granadino e pensavam que foram derrotadas apenas pelos merínidas.

### Guerra em duas frentes
As manobras que viram o ganho de Málaga e impediram Castela de tomar Algeciras irritaram os marroquinos e Castela. Ambos, juntamente com os Banu Asquilula, atacaram o sultão em 1280. Os merínidas e Banu Asquilula avançaram para Málaga, atacando sem sucesso a região de Marbella, no sul. Castela atacou do norte, liderada pelo infante (príncipe) Sancho (futuro Sancho IV), filho de Afonso, que foi verificado pelos Voluntários da Fé da África do Norte liderados por ibne Muali e Taxufine ibne Muti. Os voluntários eram um componente das forças armadas de Granada, compostas por guerreiros do norte da África, em grande parte exilados políticos que migraram com suas famílias e tribos. Eles ainda defendiam o reino contra Castela, apesar de Granada também estar em guerra com o Império Merínida de onde vieram. Em 23 de junho, as tropas granadinas emboscaram uma grande força castelhana em Moclín. Em junho de 1281, os católicos invadiram novamente, liderados pelo próprio Afonso e acompanhados pelos infantes Sancho, Pedro e João. Eles derrotaram Maomé numa batalha perto dos muros de Granada em 25 de junho, mas após o fracasso das negociações que se seguiram, os castelhanos deixaram o reino.
No final de 1281, Afonso enviou Sancho a Granada para negociações adicionais e Maomé concordou em renovar sua vassalagem a Castela. No entanto, Afonso acusou Sancho de agir com traição e de se apropriar do tributo do sultão nacérida. Uma fenda estourou entre o rei e seu filho, o que enfraqueceu a ameaça castelhana a Granada. O rei castelhano acabou pedindo a ajuda de Abu Iúçufe Iacube contra o infante, e os dois monarcas fizeram campanha juntos contra os partidários de Sancho em Castela. Enquanto isso, Maomé selou uma aliança com Sancho em Priego no final de 1282. No final do ano seguinte, Abu Iúçufe Iacube atacou Málaga, forçando o sultão a pedir paz. Mediados pelo filho do governante merínida, Abu Iacube Iúçufe Anácer, eles concordaram em reconciliar e atacar os cristãos juntos.
Afonso morreu em 1284 e foi sucedido por Sancho. O novo rei era amigo de Granada e recuou as tropas castelhanas, enquanto Maomé declarou sua vassalagem. Em 1286, Abu Iúçufe Iacube morreu e foi sucedido por seu filho Abu Iacube. No início de seu reinado, o marroquino estava mais preocupado com assuntos domésticos e, assim, retirou suas forças da campanha ibérica. Em 1288, o rei merínida ofereceu as terras dos Banu Asquilula no norte da África. O clã aceitou a oferta e emigrou em massa do território granadino.

### Campanhas de Tarifa

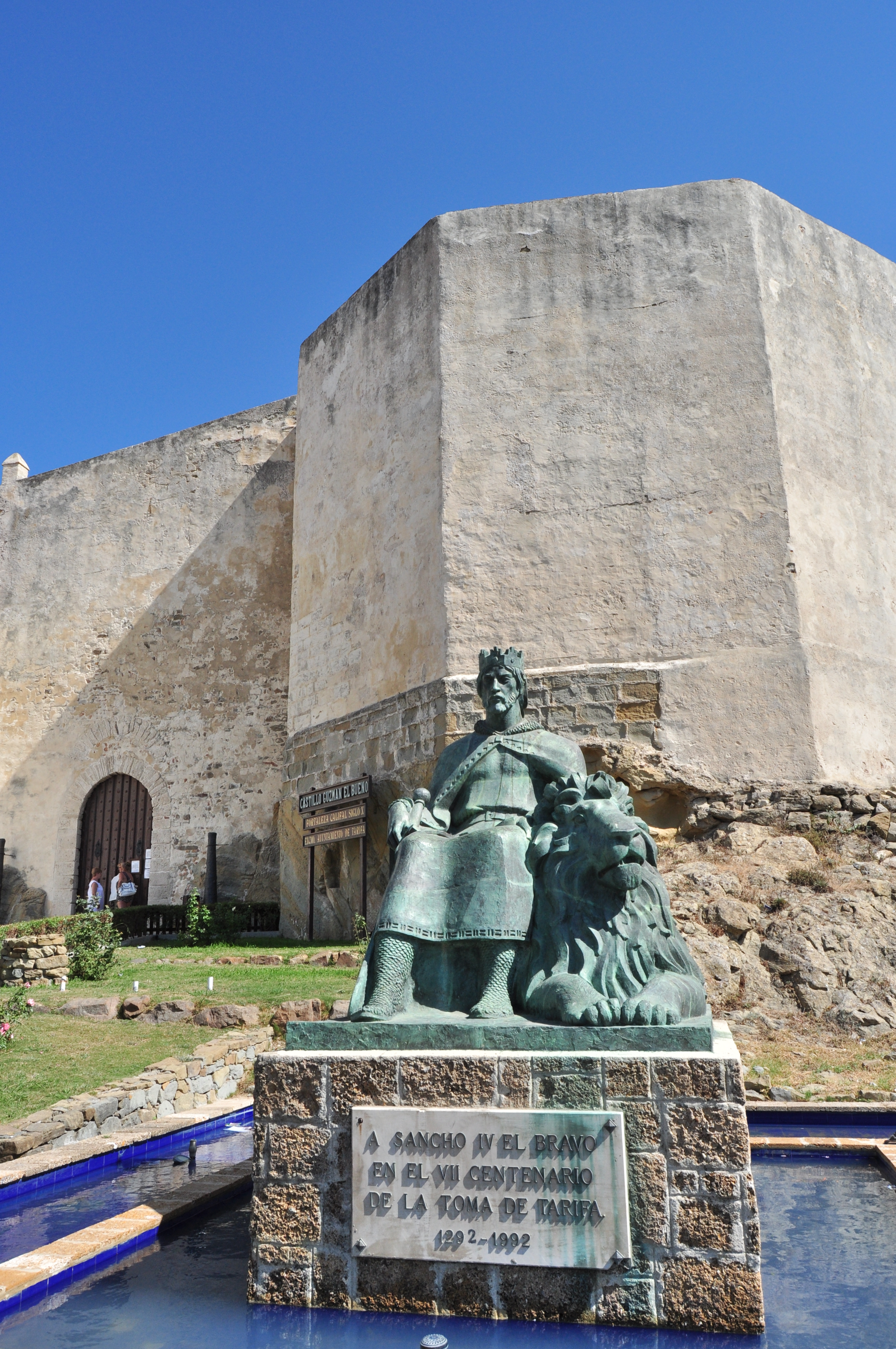
Maomé II ajudou a tirar Tarifa dos merínidas, mas o rei castelhano recusou-se a ceder a cidade a Maomé, como prometido.
Foto: Uma estátua em comemoração à tomada de Tarifa por Sancho

Os merínidas mantiveram postos avançados na Península Ibérica, incluindo Tarifa, uma importante cidade portuária no Estreito de Gibraltar. Em 1290, Maomé chegou a um acordo com Sancho e o governante de Tremecém. Castela atacaria a cidade, Granada atacaria outras posses merínidas e Tremecém abriria hostilidades contra os marroquinos no norte da África. Segundo o acordo, Castela entregaria Tarifa ao reino em troca de seis fortalezas na fronteira. Em novembro e dezembro de 1291, Jaime II de Aragão conheceu o rei castelhano e concordou em juntar-se à guerra contra os merínidas. Em outubro de 1292, Castela, com a ajuda da marinha de Aragão e abastecida por Granada, conseguiu tomar Tarifa. Também tomou as seis fortalezas fronteiriças de Granada, conforme combinado, mas se recusou a ceder Tarifa, mesmo depois que Maomé encontrou-se com Sancho em Córdova, em dezembro. Granada, sentindo-se enganada, mudou de lado para os merínidas. O sultão viajou para o norte da África e conheceu Abu Iacube em Tânger no dia 24 de outubro, levando muitos presentes e pedindo sua amizade e perdão. Ambos os monarcas concordaram em uma aliança contra Castela. Em 1294, os merínidas e o Reino Nacérida sem sucesso sitiaram Tarifa. A cidade nunca mais estaria em mãos muçulmanas. Após esse fracasso, os marroquinos decidiram se retirar para o norte da África. Granada começou a retomar seus antigos postos avançados, incluindo Algeciras e – depois de alguma resistência local – Ronda.

### Anos finais e morte

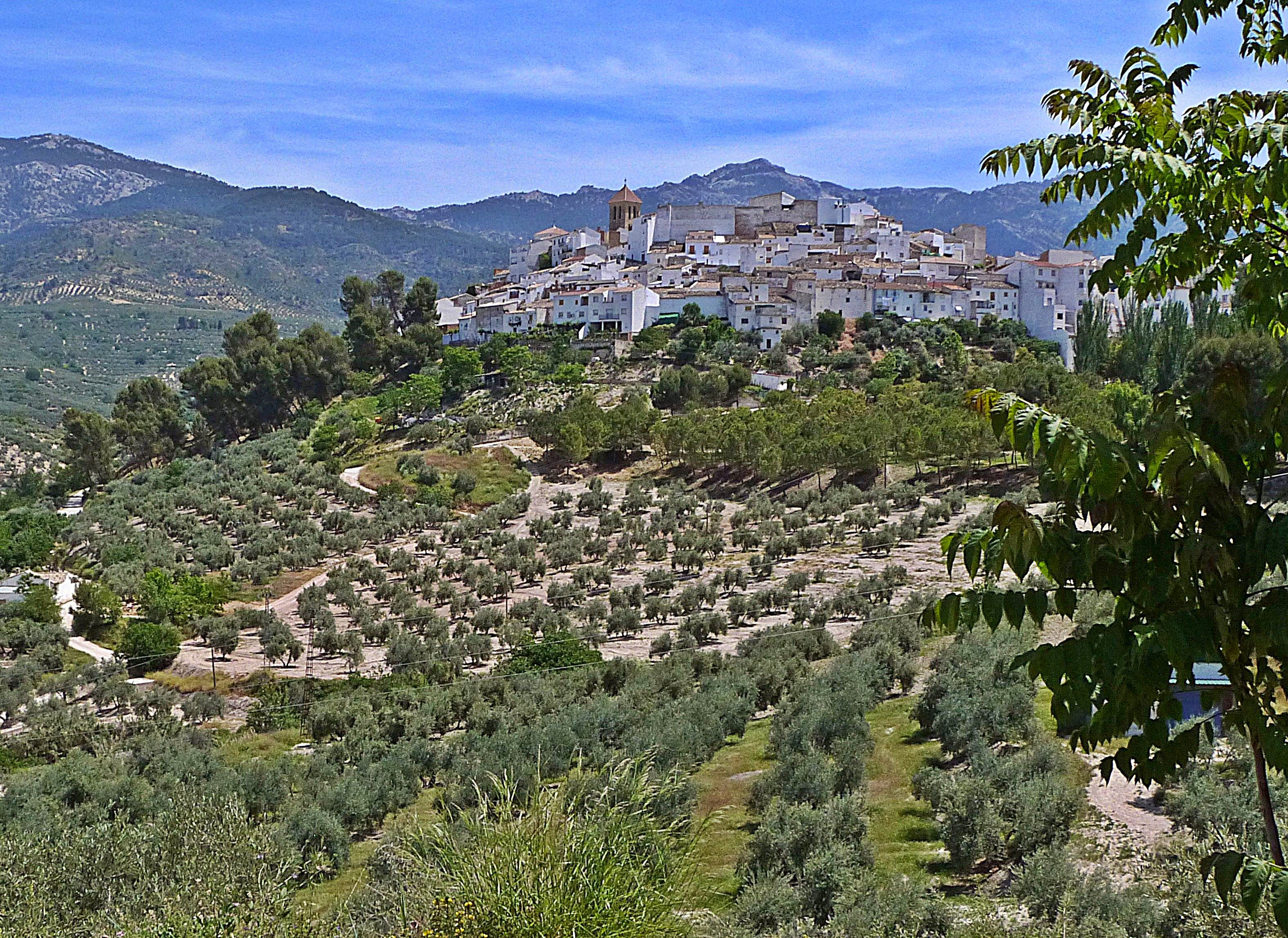
Quesada, capturado por Maomé em 1295 e um dos ganhos territoriais de Granada durante seu reinado

Em 1295, Sancho morreu e foi sucedido por seu filho de nove anos, Fernando IV. Durante sua minoria, Castela era governada por uma regência liderada por seu tio, Infante Henrique. Seu primo, Afonso de la Cerda, fez uma reivindicação rival pelo trono, apoiada por Jaime de Aragão. Maomé explorou essa situação para atacar o reino católico: no final de 1295, ele capturou Quesada e derrotou um exército castelhano na Batalha de Iznalloz. Fernando também foi atacado por Aragão, Dinis I de Portugal, e seu tio, Infante João. Em 1296, Granada e Aragão concluíram um pacto de amizade e concordaram em dividir seus objetivos: Múrcia iria para Aragão e a Andaluzia para o Reino Nacérida. Em junho de 1296, o Infante Henrique fez aberturas de paz para Maomé, oferecendo-se para entregar Tarifa, mas isso quebrou quando o comandante da cidade, Afonso Pérez de Guzmán, declarou que não a entregaria, mesmo que lhe fosse ordenado. No final daquele ano, as forças granadinas derrotaram o Infante Henrique perto de Arjona e quase o capturaram. Seu cavalo foi capturado, mas o sultão ordenou que lhe fosse devolvido em um gesto de cavalheirismo.
Os merínidas entraram na guerra para apoiar Granada e derrotaram Castela em uma grande batalha perto de Sevilha em maio ou junho de 1299; eles então sitiaram Tarifa. Castela renovou a oferta de render a cidade em troca de uma aliança com Granada, mas isso foi novamente frustrado pela recusa de Afonso Pérez em cumprir. A guerra continuou e o sultão nacérida tomou mais fortalezas na fronteira, incluindo Alcaudete, em junho de 1299, e invadiu cidades castelhanas, como Xaém e Andújar. Em abril de 1301, Maomé e Jaime renovaram sua aliança, embora o último secretamente tenha enviado suprimentos aos cristãos sitiados em Tarifa. Em 6 de setembro, o Papa Bonifácio VIII declarou Fernando o rei legítimo de Castela, enfraquecendo a determinação e a legitimidade de seus inimigos cristãos. Em setembro de 1301, Granada e Aragão renovaram sua aliança em Saragoça. Planejaram uma nova ofensiva contra Castela e alinharam seus objetivos de guerra; entre outros, concordaram que Granada deveria recuperar Tarifa e adquirir várias cidades fronteiriças. Este acordo foi ratificado em janeiro de 1302 e, posteriormente, Afonso de la Cerda também juntou-se à aliança e reconheceu os direitos do sultão em Tarifa. No entanto, antes do início da campanha, Maomé II morreu em 8 de abril de 1302 (AH 8 Xabã 701). Foi sucedido por seu filho, Maomé III. Houve alegações de que o herdeiro, talvez impaciente em assumir o poder, envenenou seu pai, embora isso nunca tenha sido confirmado.[a]

## Governança e legado

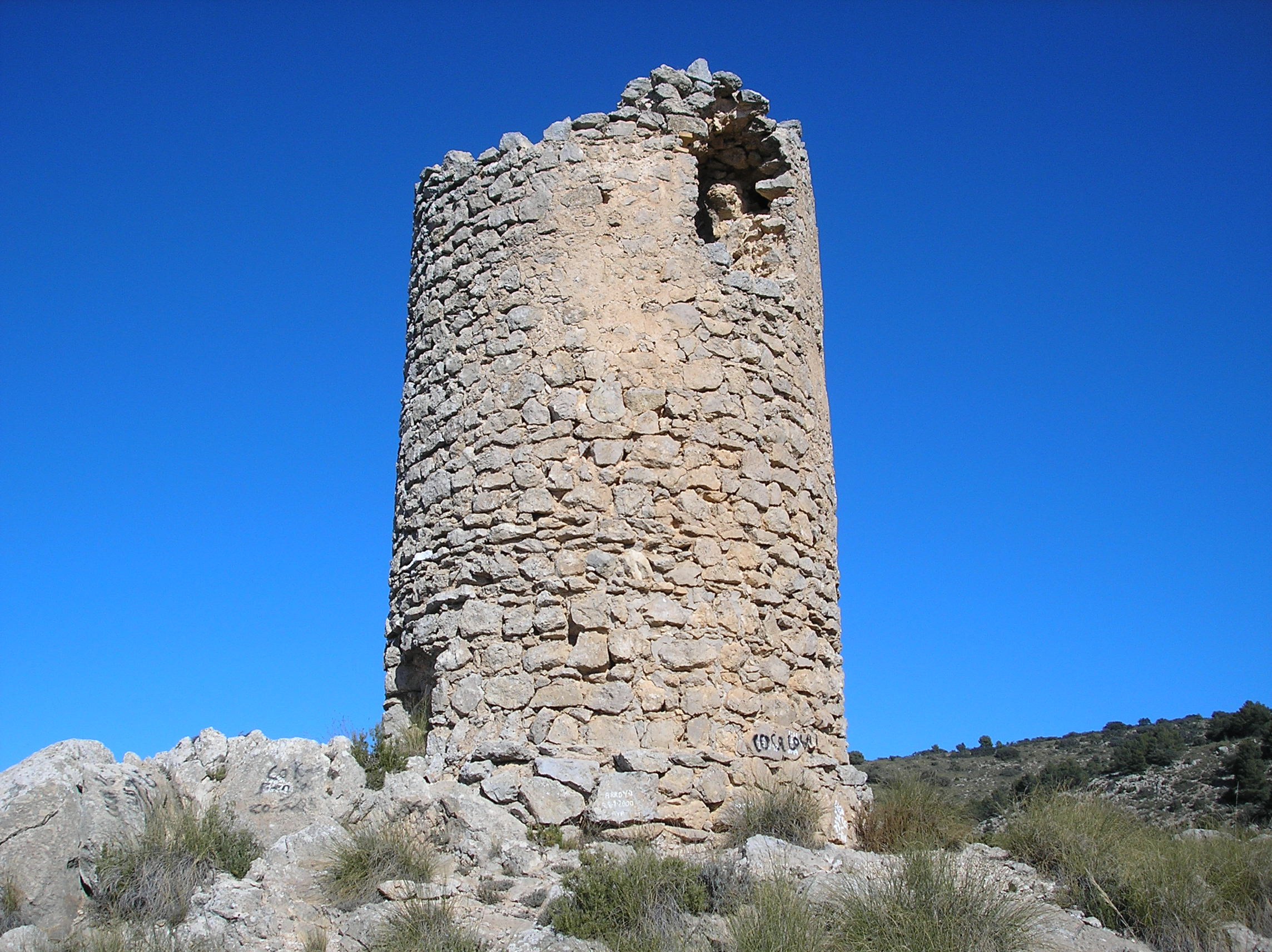
Uma torre de vigia da era nacérida em Huéscar. Maomé II construiu uma linha de fortificações nas fronteiras do reino

Maomé realizou construções no Estado nascente criado por seu pai, e continuou a garantir a independência de seu reino, alternando-se com outros poderes, especialmente Castela e Merínida, e às vezes incentivando-os a lutar entre si. Um senso de identidade também emergiu no reino, unido pela religião (Islã), idioma (árabe), e a consciência de uma ameaça sempre presente à sua sobrevivência por parte de seus vizinhos cristãos falantes do românico. O historiador ibne Caldune comentou que esses laços serviam como um substituto para assabia ou solidariedade tribal, que acreditava ser fundamental para a ascensão e queda de um estado.
Maomé II foi o verdadeiro organizador do Reino Nacérida com suas reformas na administração e no exército. Sua considerável atividade legislativa incluiu a instituição do protocolo real (rusūm al-mulk) nacérida e a chancelaria da corte (al-kitāba), na qual a figura principal de seu reinado era o futuro vizir Abu Abedalá ibne Aláqueme. Seu reinado também viu a expansão e a institucionalização dos Voluntários da Fé (também chamados gazis em árabe): soldados recrutados no norte da África para defender Granada contra os cristãos. Muitos deles eram membros de tribos ou famílias anteriormente exiladas do Império Merínida. Alguns deles estabeleceram-se na cidade de Granada, formando o bairro de Zenete (cujo nome remete à tribo berbere dos Zenetas), e alguns nas áreas ocidentais do reino, como Ronda e a área circundante. Receberam pagamentos do estado, mas muitas vezes entraram em conflito com os locais nas áreas em que estabeleceram-se. Quando, no início dos anos 1280, Granada entrou em conflito com os marroquinos, os voluntários permaneceram leais e defenderam o reino contra Castela, quando atacaram ao mesmo tempo. Com o tempo, os Voluntários tornaram-se a força militar mais importante do reino, totalizando 10 mil no final do domínio de Maomé e eclipsando o exército recrutado localmente em Granada. O líder deles, o xeique alguzate (xaikh al-guzat), ocupava uma posição influente na política granadina. Homens diferentes foram nomeados como xeique pelo sultão em diferentes pontos de seu reinado, incluindo Ali ibne Abi Iade ibne Abdalaque, Taxufine ibne Muti, Muça ibne Rau, Abdalaque ibne Rau e Ibraim ibne Iáia.

Durante seu reinado, Maomé II transformou constantemente Alhambra de uma fortaleza num complexo do palácio real

Territorialmente, consolidou seu reino e ganhou várias fortalezas no Reino de Xaém, incluindo Quesada e Alcaudete. Perdeu Tarifa para Castela, e a partir desse ponto a cidade nunca mais estaria nas mãos dos muçulmanos. A ameaça interna dos Banu Asquilula foi eliminada, e não apenas viu com sucesso os repetidos ataques merínidas, como também os privou de suas propriedades no Alandalus. Supervisionou um projeto de fortificação em larga escala para as defesas do reino, construindo uma série de fortalezas estrategicamente posicionadas e bem supridas do oeste para o leste, que formaram a espinha dorsal das defesas nas fronteiras granadinas nos próximos séculos. Trabalhou com suas próprias mãos durante as construções do fosso (khandaq) em Alcaudete. As fortificações que construiu também serviram para reforçar a autoridade real porque eram controladas por governadores militares (caides) nomeados e rotacionados pela corte, e não por senhores hereditários. Costumavam estar localizados em áreas montanhosas ou outras difíceis de alcançar e só podiam ser conquistadas ou violadas por uma cara guerra de cerco.
Aumentou a importância do vizir no Reino Nacérida, tendo apenas um durante seu longo reinado – Abu Sultão Aziz ibne Ali ibne Almunim Aldani, que tornou-se seu aliado de confiança. Ele também serviu como embaixador de Maomé nos merínidas, comandou algumas operações militares e coassinou muitos documentos reais. O sultão também expandiu Alhambra, estabelecendo constantemente uma zona de residência real no que era em grande parte um complexo de fortaleza construído por seu pai. Continuou as construções de seu pai de uma muralha ao redor da zona real, bem como vários edifícios residenciais e casas de banho. A cronologia de cada parte da Alhambra durante o início do período nacérida nem sempre é clara – em parte devido a alterações e reformas sob governantes muçulmanos ou cristãos posteriores –, mas Maomé II definitivamente construiu o palácio original que tornou-se o Convento de São Francisco, bem como o Dar Almanlaca Assaida original em Generalife. Também construiu a Torre das Damas (Torre de las Damas, o local do atual Palácio Parcial construído por seu filho Maomé III) e a Torre dos Pontos (Torre de los Picos).
Externamente, buscou um aumento no comércio com a Europa cristã, especialmente com comerciantes italianos de Gênova e Pisa. Em 18 de abril de 1279, concluiu um tratado com o embaixador de Gênova, concedendo à república os direitos de exportar mercadorias granadinas com uma taxa especialmente baixa de 6,5% e de estabelecer um posto comercial no reino, em troca do fornecimento de navios para Granada em caso de conflito contra outro poder muçulmano não aliado aos genoveses.
Maomé II era conhecido pelo epíteto alfaqui, que significa literalmente "o jurista canônico", mas que também pode ser entendido como "o Sábio", e reflete não apenas sua educação superior, mas também sua preferência por cercar-se de estudiosos e poetas. Assim como seu contemporâneo, o rei Afonso X de Castela, Maomé escreveu poesia – ele próprio era um poeta decente, segundo Ibne Alcatibe – e promoveu atividades culturais significativas em sua corte. Competiu com Afonso na atração de homens instruídos, especialmente homens de ciência muçulmanos de territórios conquistados pelos cristãos. Entre os que recebeu em sua corte estavam o médico-matemático Maomé Arricuti e o astrônomo e matemático Maomé ibne Arracão, que migraram para Granada apesar de o rei castelhano oferecer pagamentos substanciais para se converter e permanecer no território cristão. A historiadora espanhola Ana Isabel Carrasco Manchado escreveu: "alfaqui é um apelido incomum entre os governantes andalusinos; sublinhava uma personalidade política que pretendia afirmar-se através da associação com a prática intelectual e com a fé, bem como com a justiça e com as normas legais, facetas que se sobrepõem à atividade dos faqihs".

## Nota
- Este artigo foi inicialmente traduzido, total ou parcialmente, do artigo da Wikipédia em inglês cujo título é «Muhammad II of Granada», especificamente desta versão.

[a] ^ Harvey 1992, p. 163, citando Ibne Alcatibe: "Foi contada a história de que [Maomé II] havia sido envenenado por uma guloseima administrada por seu herdeiro." Kennedy 2014, p. 285: "Alega-se que [Maomé III] havia de fato envenenado seu pai."</ref>